# 刺轴菜蕨
刺轴菜蕨（学名：Callipteris paradoxa）为蹄盖蕨科菜蕨属下的一个种。